# 巴黎-里斯本电台
巴黎－里斯本电台（Paris Lisbonne），是法国国际广播集团旗下的一所调频电台，电台坐落于葡萄牙首都里斯本，使用FM90.4MHz对里斯本播出节目。2006年该台改为欧洲里斯本电台（Rádio Europa Lisboa）。